# Marc Minuci Rufus (pretor)
Marc Minuci Rufus (llatí: Marcus Minucius Rufus) va ser un magistrat romà del segle ii aC. Formava part de la gens Minúcia, de la branca plebea d'aquesta gens.
Va ser pretor l'any 197 aC i va obtenir la jurisdicció peregrina. Al final del 194 aC va ser un dels tres comissionats nomenats amb poder per tres anys, per establir una colònia llatina a Vibo, al país dels brucis, però aquesta colònia no va ser fundada fins al 192 aC. Anteriorment, l'any 193 aC, va ser enviat com a ambaixador a Cartago.